# Pampatinamu
A pampatinamu régiesen inámbú (Rhynchotus rufescens) a tinamualakúak (Tinamiformes) rendjébe, ezen belül a tinamufélék (Tinamidae) családjába tartozó faj.

## Rendszerezése
A fajt Coenraad Jacob Temminck holland zoológus írta le 1815-ben, a Tinamus nembe Tinamus rufescens néven.

## Alfajai
- Rhynchotus rufescens catingae Reiser, 1905 – alap alfaj
- Rhynchotus rufescens pallescens Kothe, 1907 – Brazília középső részén
- Rhynchotusrufescens rufescens (Temminck, 1815) – Argentína északi részén

## Előfordulása
Dél-Amerikában, Argentína, Brazília, Bolívia, Paraguay, Peru és Uruguay területén honos. Természetes élőhelyei a mérsékelt övi gyepek, szubtrópusi vagy trópusi száraz szavannák, legelők és elárasztott gyepek. Állandó, nem vonuló faj.

## Megjelenése
Testhossza 43 centiméter, testtömege 700-1040 gramm. Testéhez képest hosszú nyakán kicsi fej helyezkedik el. Hátsó lábujja elég fejlett. Szárnya rövid, boltozatos, evezői hegyesek, az első evező nagyon rövid. Farktollai szintén kicsik. Nyakán és a mellrészén a tollai vörösek.
|  |

## Életmódja
Rovarokkal és növényi anyagokkal táplálkozik. Rossz repülő, veszély esetén inkább a talajon fut el.

## Szaporodása
Tojásainak színe az ibolyás szürkétől a világos csokoládébarnáig változó.
|  |  |

## Természetvédelmi helyzete
Az elterjedési területe rendkívül nagy, egyedszáma ugyan csökken, de még nem éri el a kritikus szintet. A Természetvédelmi Világszövetség Vörös listáján nem fenyegetett fajként szerepel.